# جهم بن قيس
الصحابي جهم بن شرحبيل  ،هو : جهم بن قيس بن عبد بن شرحبيل بن هاشم بن عبد مناف بن عبد الدار القرشي العبدري، أبو خزيمة، هاجر إلى أرض الحبشة مع امرأته أم حرملة بنت عبد بن الأسود الخزاعية. ويقال: حريملة بنت عبد بن الأسود، وتوفيت بأرض الحبشة، وهاجر معه ابناه عمرو وخزيمة ابنا جهم بن قيس، ويقال فيه: جهيم بن قيس.

## نسبه
‌جهم ‌بن ‌قيس ابن عبد بن شرحبيل بن هاشم بن عبد مناف بن عبد الدار بن قصي  وأمه رهيمة.
- قال ابن أبي حاتم: ‌جهم ‌بن ‌قيس أبو خزيمة وكان ممن هاجر إلى أرض الحبشة سمعت أبي يقول ذلك وسمعته يقول: لا أعرفه.[6]

## زوجته
حريملة بنت عبد الأسود بن خزيمة بن قيس بن عمر بن بياضة الخزاعية، أسلمت بمكة قديماً وبايعت وهاجرت إلى أرض الحبشة الهجرة الثانية مع زوجها ‌جهم ‌بن ‌قيس  وتوفيت حريملة بنت عبد الأسود بأرض الحبشة.
- قال ابن مندة العبدي الأصبهاني: وامرأته خولة بنت الأسود بن حذافة، قاله الزهري.[9]

## أولاده
1. عمرو بن جهم: ذكره ابن إسحاق فيمن هاجر إلى الحبشة.[10]
2. خزيمة بن جهم [8] هاجروا في المرة الثانية وقدموا مع جعفر بن أبي طالب.[11]
3. حرملة بنت جهم.[12]

## إخوانه
أخوه لأمه جهيم بن الصلت بن مخرمة بن المطلب بن عبد مناف بن قصي.

## حياته
وكان ‌جهم ‌بن ‌قيس قديم الإسلام بمكة وهاجر إلى أرض الحبشة في المرة الثانية في روايتهم جميعاً. روى ابن منده بسند ضعيف إلى أبي هند الداري أن النبيّ صَلَّى الله عليه وسلم كتب له كتابًا وفيه: شهد عباس بن عبد المطلب، وَجهْم بن قيس، وشرحبيل ابن حَسَنة، ويحتمل أن يكون هذا الشاهد غير صاحب الترجمة إن ثبت الخبر بذلك.

## أنظر أيضاً
- خزيمة بن جهم.
- عمرو بن جهم.
- ابن منده.
- ابن أبي حاتم.